# Nelly
Nelly, pseudonimo di Cornell Iral Haynes Jr. (Austin, 2 novembre 1974), è un rapper, cantante, attore e imprenditore statunitense. Considerato uno dei maggiori esponenti del rap degli anni 2000, ha venduto oltre ventuno milioni di album negli Stati Uniti, venendo riconosciuto con tre Grammy Awards, nove Billboard Music Awards, quattro American Music Awards e un MTV Video Music Award.
Successivamente alla partecipazione nel gruppo rap St. Lunatics, nel 1999 firma un contratto con la Universal Records, con la quale pubblica il suo album di debutto, Country Grammar. L'album ottiene ampio successo, esordendo alla prima posizione della Billboard 200, e venendo in seguito certificato disco di disco di diamante dalla RIAA, con oltre 10 milioni di copie vendute negli Stati Uniti. Il secondo progetto discografico, Nellyville, diviene il secondo numero uno nella classifica statunitense del rapper, sostenuto dal singolo Hot in Herre, primo numero uno del cantante nella Billboard Hot 100. Dall'album viene inoltre estratta la collaborazione con Kelly Rowland Dilemma, secondo brano numero uno del cantante nella Billboard Hot 100, divenendo il singolo di maggior successo di entrambi gli artisti, ottenendo il Grammy Award alla miglior collaborazione con un artista rap.
A seguito della collaborazione Shake Ya Tailfeather con P. Diddy, con cui ottiene il secondo Grammy Award, nel 2004 viene pubblicato il doppio album Sweat e Suit, che contengono le collaborazioni My Place con Jaheim, Tilt Ya Head Back con Christina Aguilera e Over and Over con Tim McGraw. I due album vengono successivamente uniti nella compilation Sweatsuit nel 2006. Nel 2008 pubblica il quinto album in studio Brass Knuckles, seguito nel 2010 da 5.0 che viene sostenuto dal singolo Just a Dream. Nel 2013 pubblica il settimo album in studio M.O. che non ottiene il successo dei precedenti progetti in termini di vendite. Nel 2021, dopo nove anni di silenzio discografico, pubblica l'ottavo album in studio Heartland.
Nelly ha intrapreso, parallelamente a quella musicale, la carriera da attore recitando nei film L'altra sporca ultima meta e Reach Me - La strada per il successo, oltre ad apparire nella serie televisiva CSI: NY, tra il 2008 e il 2009. Partecipa ai reality show Real Husbands of Hollywood  (2013-2016), Nellyville (2014-2015) e dal 2019 in The Platinum Life. Nel 2020 partecipa come concorrente a Dancing with the Stars.
È anche il proprietario di due catene di abbigliamento: Vokal e Apple Bottoms, accumulando nel corso della sua carriera un patrimonio di 40 milioni di dollari.

## Biografia

### St. Lunatics
Durante l'infanzia, si trasferisce a St. Louis (Missouri), dove frequenta la scuola elementare. Dopo un'infatuazione per il baseball, forma con alcuni amici un gruppo rap, chiamandolo St. Lunatics, composto da Ali Jones (Big Lee), Robert Cleavland (Kyjuan), Lavell Webb (City Spud), Tohri Harper (Murphy Lee) e Corey Edwards (Slow Down). Nel 1996 la band pubblica Gimme What Ya Got, ma nessuna etichetta si fa avanti per mettere sotto contratto il gruppo.

## Carriera musicale

### 2000-2001:Country Grammar
Nelly intraprende una carriera solista d'accordo con i componenti della band, ottenendo un contratto con la Universal Records e debuttando con l'album Country Grammar nel 2000. In questo modo segna un distacco dalle logiche che contrappongono la East Coast alla West Coast, ma non ricadendo neppure nell'imitazione dello stile hip hop tipico del Dirty South. L'LP contiene collaborazioni con St. Lunatics, Teamsters, Lil Wayne e Cedric The Entertainer e rimane per sette settimane nelle prime posizioni delle classifiche dedicate al rap.

### 2002:Nellyville
Nelly ribadisce il proprio attaccamento ai St. Lunatics nel 2001, quando realizza con il gruppo l'album di debutto Free City, accompagnato dal singolo Midwest Swing.
Nell'estate del 2002 pubblica da solista l'album Nellyville, che arriva alla prima posizione della classifica Billboard 200. Il fortunato singolo è Hot in Herre, prodotto dai Neptunes. Seguono altri due fortunati brani, ossia Dilemma, cantato in duetto con Kelly Rowland, e Work It, che vede invece la partecipazione di Justin Timberlake. Gli altri singoli estratti dal disco sono Pimp Juice, Air Force Ones e #1, con quest'ultimo inserito nella colonna sonora del film Training Day, interpretato da Denzel Washington ed Ethan Hawke.

### 2003:Da Derrty Versions
Nelly a questo punto fonda la Vokal, marca di abbigliamento ispirata all'hip hop, per poi tornare ai suoi lavori musicali con Da Derrty Versions, album di brani interamente remixati, tra cui spiccano la traccia Iz U ed il brano Shake Ya Tailfeather con P. Diddy e Murphy Lee, contenuto nella colonna sonora del film Bad Boys II con Will Smith e Martin Lawrence.

### 2004-2006:Sweat/Suit
Nel 2004 Nelly conclude la realizzazione di Sweat / Suit, doppio album comprendente due CD, ciascuno dei quali ha un diverso intento e stile: in Suit spicca il singolo My Place con Jaheim, mentre in Sweat i singoli sono Flap Ya Wings, prodotto da Kanye West, e Tilt Ya Head Back, cantato con Christina Aguilera.
A questo doppio album partecipano anche Pharrell Williams, Jazze Pha, T.I., Snoop Dogg, Ron Isley, Avery Storm, Ma$e, Tim McGraw, Anthony Hamilton, i St. Lunatics, Murphy Lee, Stephen Marley, Fat Joe, Young Tru, Remy Martin, Mobb Deep, Missy Elliott, Ali, Gube Thug, Lil' Flip, Big Gipp, Paul Wall, Jermaine Dupri e persino il coro della Lincoln University nel brano Heart of a Champion, che riprende il motivo dell'inno della NBA.

### 2008:Brass Knuckles
Brass Knuckles viene pubblicato il 16 settembre 2008. Il primo singolo avrebbe dovuto essere Wedsyaname, canzone prodotta da Ron "REFF-U" Feemstar. Successivamente Nelly disse che il singolo non sarebbe mai stato sull'album. Il 18 marzo 2008 uscì quindi Party People, primo singolo ufficiale dell'album, cantato in collaborazione con la cantante pop Fergie. Il singolo debuttò alla posizione numero 17 della UK Singles Charts. Il video ufficiale uscì il 14 aprile 2008 sul canale musicale MTV. Stepped On My J'z fu il secondo singolo, prodotto da Jermaine Dupri e interpretato con Dupri e Ciara. Terzo ed ultimo singolo fu Body on Me, cantato con Akon e Ashanti. 
Nelly collaborò anche nel singolo Here I Am di Rick Ross con Avery Storm.

### 2009-2011:5.0
Nell'estate 2009 Nelly disse che avrebbe pubblicato un nuovo album. Successivamente, in ottobre, tramite un'intervista concessa per SOHH.com, confermò ciò che aveva detto l'estate precedente, dicendo che il disco sarebbe stato pronto per il 2010.
Nel 2010, in aprile, morì Micheal Jonson, cugino di Nelly e per questo si allungò nei tempi l'uscita dell'album. Nelly comunque annunciò che, tra le collaborazioni di questo nuovo album, vi erano quelle di Sean Paul, T.I., T-Pain, Usher, St. Lunatics, Akon, Diddy, Chris Brown e tanti altri. In maggio 2010 annunciò il titolo dell'album, cioè 5.0. Il 16 agosto fu pubblicato il primo singolo ufficiale estratto dall'album; ossia Just a Dream, canzone prodotta da Jim Jonsin. Il 26 agosto uscì anche il video ufficiale del singolo. L'album viene quindi pubblicato il 26 novembre 2010. 
Il secondo singolo Move That Body esce nel mese di ottobre del 2010 e vede la partecipazione di Akon e T-Pain.

### 2011-presente:M.O.
Nel luglio 2012 annuncia il suo settimo album, dal titolo M.O. Rivela anche la partecipazione di Chris Brown per il brano Marry Go Round.
Nel febbraio 2013 pubblica il singolo Hey Porsche. Nell'aprile seguente collabora per il remix di Cruise del gruppo Florida Georgia Line. Pubblica il brano Get Like Me (featuring Nicki Minaj e Pharrell) nel luglio 2013.
L'album M.O., settimo in studio di Nelly, esce nel settembre 2013 per Republic Records. Oltre agli artisti già citati, contiene le collaborazioni di 2 Chainz, Wiz Khalifa, Nelly Furtado, Yo Gotti, Future, Trey Songz e altri.
Nel 2015 collabora con la band canadese Simple Plan nel singolo I Don't Wanna Go to Bed. Successivamente, Nelly si è avvicinato molto alla musica country, realizzando varie collaborazioni con artisti appartenenti a questo mondo. Nel 2018, Nelly firma un contratto con la Columbia Records, mentre nel 2020 pubblica un'edizione deluxe del suo album Country Grammar per celebrarne il ventennale. Sempre nel 2020 l'artista realizza varie collaborazioni con artisti country come Kane Brown e Florida Georgia Line.

## Vita privata
È legato sentimentalmente alla cantante Ashanti da qualche tempo ormai. Nel 2023 si sono sposati e nel 2024 è nato il loro primo figlio. I due hanno collaborato nella realizzazione di diversi brani.
Il giocatore NBA Bradley Beal, stella dei Washington Wizards, ha dichiarato di essere stato spesso accompagnato a scuola da Nelly quando era un ragazzino. Nelly era stato infatti allievo della madre di Beal.

## Discografia
- 2000 - Country Grammar
- 2002 - Nellyville
- 2004 - Sweat
- 2004 - Suit
- 2008 - Brass Knuckles
- 2010 - 5.0
- 2013 - M.O.
- 2021 - Heartland

## Premi e riconoscimenti
Grammy Award
- 2001 - Candidatura al miglior album rap per Country Grammar
- 2001 - Candidatura alla miglior canzone rap per Country Grammar
- 2002 - Candidatura alla miglior canzone rap per Ride With Me
- 2002 - Candidatura alla miglior collaborazione rap per Where's The Party At (con Jagged Edge)
- 2003 - Candidatura all'album dell'anno rap per Nellyille
- 2003 - Candidatura al miglior album rap per Nellyille
- 2003 - Candidatura alla registrazione dell'anno per Dilemma (con Kelly Rowland)
- 2003 - Miglior collaborazione rap per Dilemma (con Kelly Rowland)
- 2003 - Miglior canzone rap per Hot In Herre
- 2004 - Miglior performance rap di un gruppo o duo per Shake Ya Tailfeather (con P. Diddy)
- 2005 - Candidatura al miglior album rap per Suit
- 2007 - Candidatura alla miglior performance rap di un gruppo o duo per Grillz (con Paul Wall, Ali & Gipp)

## Filmografia parziale
- L'altra sporca ultima meta (The Longest Yard), regia di Peter Segal (2005)
- CSI: NY - serie TV, 4 episodi (2008-2009)
- 90210 - serie TV, episodio 3x15 (2011)
- Reach Me - La strada del successo (Reach Me), regia di John Herzfeld (2014)